# A Boy and His Blob
A Boy and His Blob (vollständiger Titel: David Crane’s A Boy and His Blob: Trouble on Blobolonia) ist ein Videospiel aus dem Jahre 1989 für das Nintendo Entertainment System. Das Spiel wurde von David Crane in dessen Studio Absolute Entertainment entwickelt. Co-Autor des Spiels war Garry Kitchen. 1990 folgte der Nachfolger David Crane’s The Rescue of Princess Blobette Starring A Boy and his Blob vom selben Entwickler.

## Spielprinzip
Es handelt sich bei A Boy and his Blob um ein Plattform-Spiel, in dem ein kleiner Junge und sein Freund Blobert, eine bewegliche Gummiform, die Erde und Bloberts Heimatplaneten Blobolonia bereisen, um die Artgenossen des Blob von einem Tyrannen zu befreien.
Der Spieler steuert dabei den Jungen aus einer zweidimensionalen Seitenansicht. Der Blob folgt dem Jungen auf Befehl. Da die Spielfigur nur laufen und Leitern erklimmen kann, ist er auf den Blob angewiesen, um beispielsweise Hindernisse im Weg zu überwinden. Dies erreicht er, indem er unterschiedliche Bonbons an den Blob zum Verzehr gibt, worauf sich dieser entsprechend in eine bestimmte Form verwandelt. So kann eine Sorte den Blob in eine Leiter verwandeln, während ihn Honig-Bonbons in einen schwirrenden Vogel verwandeln. Unter diesen Voraussetzungen navigiert der Spieler das Duo durch die Level, um Feinden auszuweichen und Schätze einzusammeln, wobei es auf dem Weg den Vorrat an Bonbons zu sichern gilt.

## Rezeption
„Das Spielprinzip hat seine Tücken: Zum einen ist das Modul nicht sonderlich umfangreich; zum anderen gibt es weder Continue- noch Paßwortkomfort. Immer wieder dieselben Puzzles lösen, macht auf Dauer nicht viel Spaß.Trotz dieser Schwäche ein originelles Modul, das mit seiner friedlich-netten Spielideee vor allem für jüngere Videospielfans geeignet ist.“

## Nachfolger
1990 erschien The Rescue of Princess Blobette (vollständiger Name: David Crane’s A Boy and his Blob in… The Rescue of Princess Blobette) für den Game Boy. Spielerisch ist es mit seinem Vorgänger identisch, als Rahmenhandlung ist eine Mission zur Befreiung einer Prinzessin vorgegeben. Es wurden auch noch weitere Teile angekündigt, so Jelly’s Cosmic Adventure für den Game Boy Advance und A Boy and His Blob (ohne Untertitel) für den Nintendo DS. Beide Spiele kamen aber nicht über das Planungsstadium hinaus und sind offensichtlich eingestellt worden. Am 6. November 2009 erschien in Europa ein Nintendo-Wii-Ableger namens A Boy and his Blob. Entwickelt wurde er von WayForward. Dieser Ableger von 2009 erschien außerdem als Re-Release am 20. Januar 2016 für PC und Xbox One.